# Wrath
Wrath é o sexto álbum de estúdio da banda de Groove Metal americana Lamb of God, lançado em 24 de fevereiro de 2009.
Estreou em 2º lugar na Billboard 200, com mais de 68.000 cópias vendidas na primeira semana. Em setembro de 2009, o álbum já vendera 230.000 cópias.

## Faixas
Todas as faixas por Lamb of God.
1. "The Passing" - 1:58
2. "In Your Words" - 5:24
3. "Set to Fail" - 3:46
4. "Contractor" - 3:22
5. "Fake Messiah" - 4:34
6. "Grace" - 3:55
7. "Broken Hands" - 3:53
8. "Dead Seeds" - 3:41
9. "Everything to Nothing" - 3:50
10. "Choke Sermon" - 3:20
11. "Reclamation" - 7:05
12. "We Die Alone" (Faixa bônus da edição especial) - 4:37
13. "Shoulder of Your God" (Faixa bônus da edição especial) - 5:52
14. "Condemn The Hive" (Faixa bônus japonesa) - 3:41

## Paradas
| Parada (2009)                     | Posição |
| --------------------------------- | ------- |
| Billboard 200                     | 2       |
| Billboard Comprehensive Albums    | 2       |
| Billboard European Top 100 Albums | 41      |
| Billboard Tastemakers             | 1       |
| Billboard Top Canadian Albums     | 1       |
| Billboard Top Digital Albums      | 4       |
| Billboard Top Hard Rock Albums    | 1       |
| Billboard Top Internet Albums     | 4       |
| Billboard Top Rock Albums         | 1       |

## Créditos
- Randy Blythe - Vocal
- Mark Morton - Guitarra solo, Guitarra base
- Willie Adler - Guitarra solo, Guitarra base
- John Campbell - Baixo
- Chris Adler - Bateria, Percussão